# Bromid cesný
Bromid cesný je iontová sloučenina cesia a bromu. Využívá se v beamspliterech spektrofotometrů.

## Příprava
Bromid cesný lze připravit:
- Neutralizací:

CsOH (aq) + HBr (aq) → CsBr (aq) + H2O (l)
Cs2(CO3) (aq) + 2 HBr (aq) → 2 CsBr (aq) + H2O (l) + CO2 (g)
- Syntézou z prvků:

2 Cs (s) + Br2 (g) → 2 CsBr (s)